# Oxytropis pseudohirsuta
Oxytropis pseudohirsuta är en ärtväxtart som beskrevs av Qi Wang och Chang Y.Yang. Oxytropis pseudohirsuta ingår i släktet klovedlar, och familjen ärtväxter. Inga underarter finns listade i Catalogue of Life.